# Thomas Chatterton Williams
Œuvres principales
Losing My Cool (2010)
Self-Portrait in Black and White (2019)
Thomas Chatterton Williams (né en 1981) est un critique culturel et auteur américain. Il est l'auteur du livre paru en 2019 Self-Portrait in Black and White (« Autoportrait en noir et blanc ») et un écrivain collaborateur du New York Times Magazine.
Il est boursier de New America (en) en 2019 et lauréat du prix de Berlin.

## Jeunesse et éducation
Thomas Chatterton Williams est né à Newark dans l'État du New Jersey, en 1981, d'un père noir, Clarence Williams, et d'une mère blanche, Kathleen.  Il a été nommé en l'honneur du poète anglais du 18e siècle Thomas Chatterton. Il a été élevé à Fanwood et a fréquenté le Lycée Régional Catholique Union à Scotch Plains. Williams est diplômé de l'université de Georgetown de Washington D.C. avec un bachelor en philosophie. Il a également obtenu une maîtrise de reportage et critique culturels de l'université de New York.

## Carrière
En 2010, Williams a publié son premier livre, Losing My Cool: How a Father's Love and 15,000 Books Beat Hip-Hop Culture.
Williams a publié son deuxième livre, Self-Portrait in Black and White: Unlearning Race, le 15 octobre 2019,,,.
Williams est un écrivain collaborateur du New York Times Magazine. Il est boursier de New America en 2019 et récipiendaire du prix de Berlin.
En 2020, il a rédigé le projet initial de A Letter on Justice and Open Debate, lettre ouverte publiée dans le Harper's Magazine signée par 152 personnalités publiques. Il a critiqué ce que la lettre affirmait être une culture de «l'intolérance des opinions opposées».
En février 2021, Thomas Chatterton Williams plaide pour « le droit d’offenser, de dire des choses qui ne sont pas à l’unisson du nouveau consensus. Il faut que les institutions et les médias refusent de céder à la pression de la foule, à cette indignation amplifiée par les réseaux sociaux. » dans un long entretien à Charlie Hebdo.

## Vie personnelle
Williams a épousé la journaliste et autrice française Valentine Faure en France en 2011. Il vit à Paris, avec sa femme et leurs deux enfants.

## Critiques
En 2018, il réalise une interview d'Emily Ratajkowski intitulée « peut-on être féministe et n'exister que par son corps ?» qui fait polémique,,. BuzzFeed qualifie l'interview de « bizarre et sexiste » et relève plusieurs passages jugés condescendants. Deux ans après sa publication, la mannequin réagit en déclarant : « Il y a beaucoup de choses écœurantes et embarrassantes dans cet article, mais cette tentative de critique féministe à la fin est sans doute le pire ». 

## Publications
- Self-Portrait in Black and White: Unlearning Race (en), publié en français par Grasset en 2021 sous le titre Autoportrait en noir et blanc : Désapprendre l'idée de race[21],[22]

- Losing My Cool: How a Father's Love and 15,000 Books Beat Hip-Hop Culture, The Penguin Press, 2010 (ISBN 978-1-59420-263-6, lire en ligne), publié en français par Grasset en 2019 sous le titre Une soudaine liberté : Identités noires et cultures urbaines[23],[24]

### Radio
- Thomas Chatterton Williams et Marc Weitzmann, «  Politique identitaire aux États-Unis, du racisme à la « cancel culture » », France Culture, 27 septembre 2020, entretien rediffusé le 16 mai 2021.